# Джоркаефф, Жан
Жан Джоркае́фф (фр. Jean Djorkaeff; род. 27 октября 1939, Шарвьё-Шаваньё, Изер, Франция) — французский футболист и футбольный тренер.

## Биография
В 60-х годах Жан Джоркаефф был заметным игроком во французском футболе — капитаном сборной Франции, принимал участие в чемпионате мира 1966 года в Англии и дважды удостаивался звания лучшего футболиста Франции. Обладатель Кубка Франции 1964 (с «Лионом») и 1969 (с «Марселем»). В 1970 году Жан перешел в новый клуб «ПСЖ», созданный слиянием «Парижа» и «Сен-Жермена», и стал его первым капитаном. За сборную Франции сыграл 48 матчей, забил 3 гола. Выступал на прощальном матче Льва Яшина. Работал тренером в разных клубах, был президентом комиссии по проведению Кубка Франции. 

## Семья
Отец Жана Джоркаева — эмигрировавший из России калмык Армадык Джоркаев, мать — полька. Женат на армянке Мари Оганян.
Его сын — Юрий Джоркаефф, также французский футболист, сыгравший 82 матча за сборную Франции. Интересно, что Юрий играл среди прочих за армейскую команду (сборная ВС Франции), которую тренировал Роже Лемерр, который осенью 1971 года столкнулся головой в борьбе за верховой мяч на тренировке сборной Франции в Дании с Жаном Джоркаеффом. Рассечение было у обоих, но у Роже — сильнее, из-за чего Лемерр пропустил матч с Норвегией, и больше его в сборную не приглашали. Зато почти через тридцать лет он выиграл с сыном Жана Джоркаеффа чемпионат Европы.
Двое других сыновей — Дени и Миша. Миша также был футболистом, но значительных успехов не добился. Также футболистом стал внук Жана (сын Юрия) — Оан.

## Награды
Кавалер Ордена «За заслуги» (фр. Chevalier). 

## Достижения
Клубная карьера
- Обладатель Кубка Франции: 1964, 1969; Финалист 1963
- Вице-чемпион чемпионата Франции: 1969/70
- Чемпион Лиги 2: 1969/70

Индивидуальные
Лучший защитник чемпионата Франции: 1970/71